# شیش محل (قلعه لاهور)
شیش محل (اردو: شیش محل; «تالار آینه‌خانه» یا «کاخ شیشه») کاخی است که در منطقه برج شاه در شمال غربی دژ لاهور واقع شده‌است. این کاخ در زمان سلطنت امپراتور گورکانی شاه جهان (۱۶۳۱–۳۲) ساخته شده‌است. این کوشک مرمرین سفید با تکنیک پرچین‌کاری و آینه‌کاری پیچیده‌ای تزئین شده‌است. این کاخ مورد استفاده شخصی خاندان سلطنتی و خدمه نزدیک بود. این بنا یکی از ۲۱ یادمانیست که توسط شاهان گورکانی در داخل دژ لاهور ساخته شده بود و به «نگین تاج دژ» معروف است. این کاخ در سال ۱۹۸۱ به همراه مجموعه دژ لاهور به عنوان میراث جهانی یونسکو به ثبت رسید.

## نامشناسی

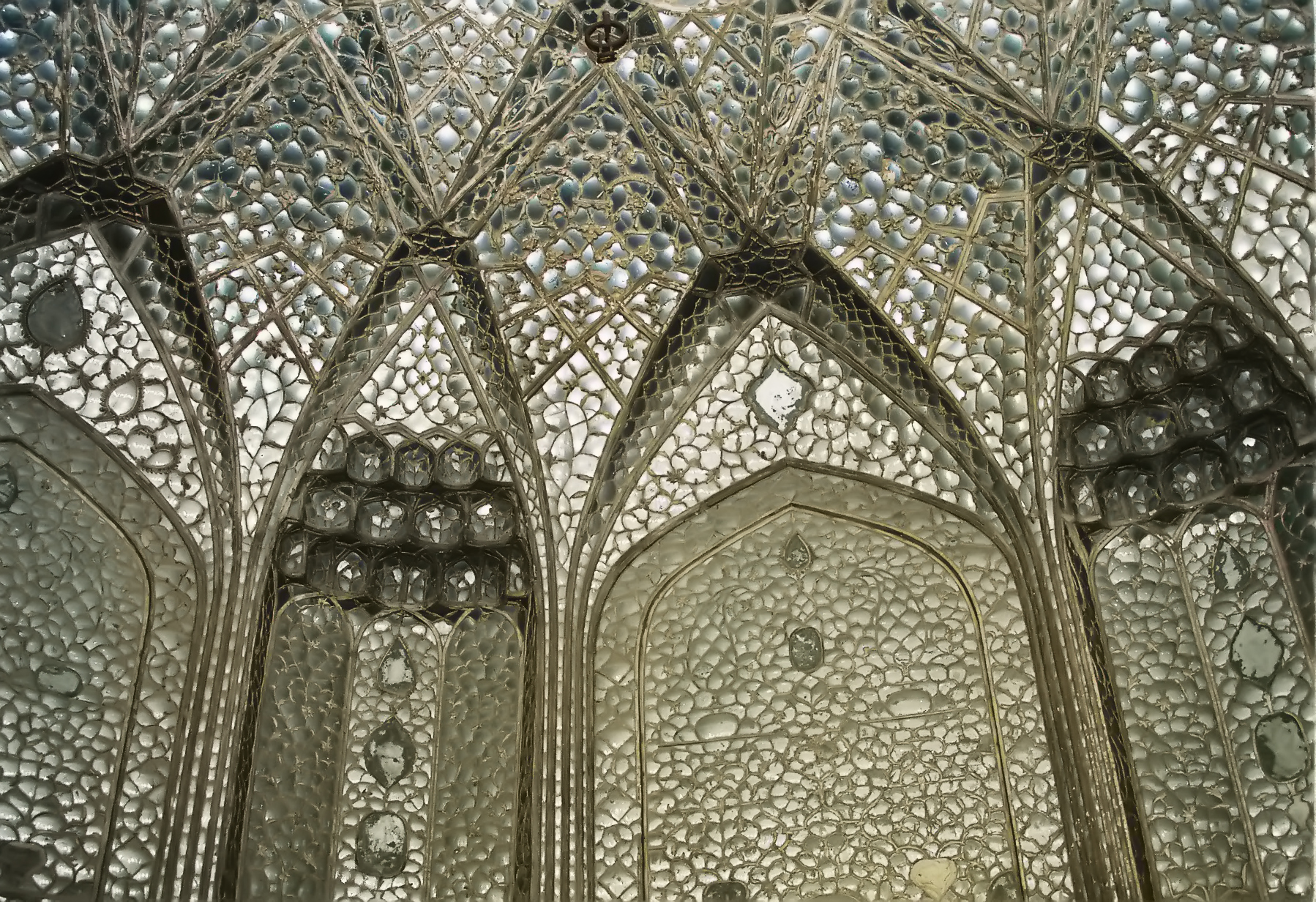
شیش محل یا تالار آینه خانه، نام خود را از تزئینات شیشه‌ای انعکاسی داخلش گرفته‌است.

شیش محل در زبان اردو از نظر لغوی به معنای کاخ شیشه‌ای است. این کاخ با تزئینات پرچین‌کاری بسیارو آینه‌کاری‌های پیچیده بر دیوارهای مرمری و سقف درخشش خاصی پیدا کرده‌است. این اتاق پر تزئینات با عنوان کاخ آینه‌ها و گاهی تالار آینه‌ها شناخته می‌شود. تالارهایی شبیه به این کاخ در دیگر دژهای هم دوره مانند دژ آگره وجود دارند و همچنین تأثیر خود را در الحاقات دژ عامر نشان می‌دهد.

## نگارخانه

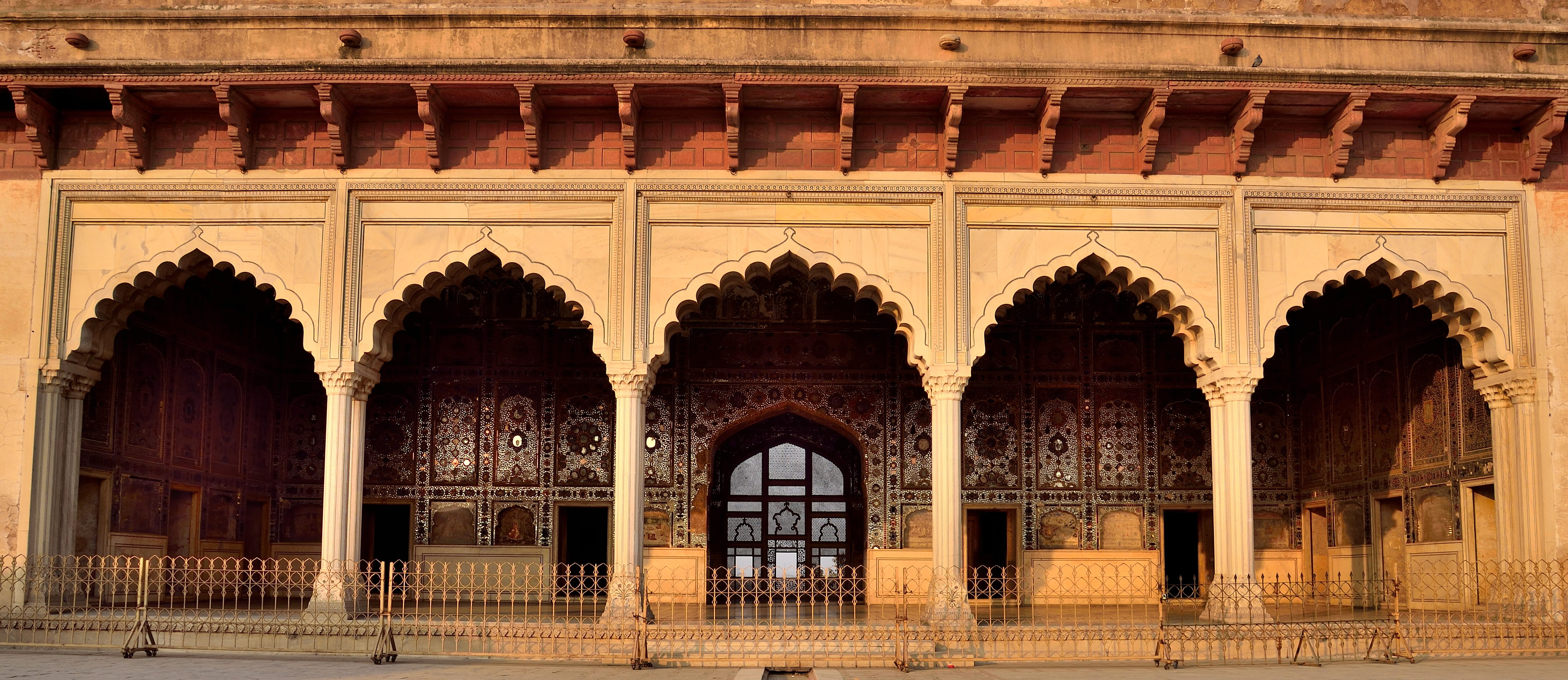
تصویری از یکی از نماهای شیش محل
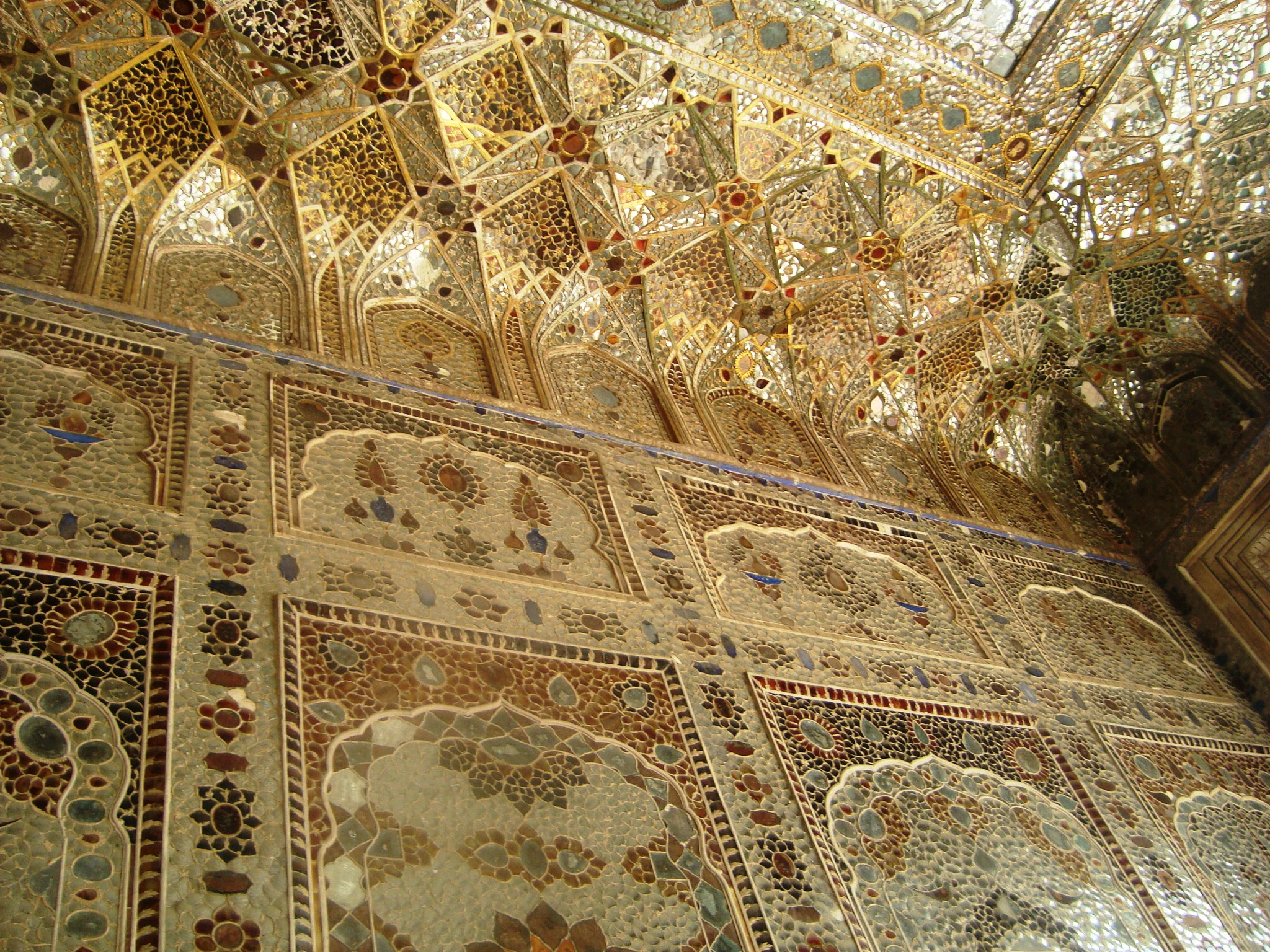
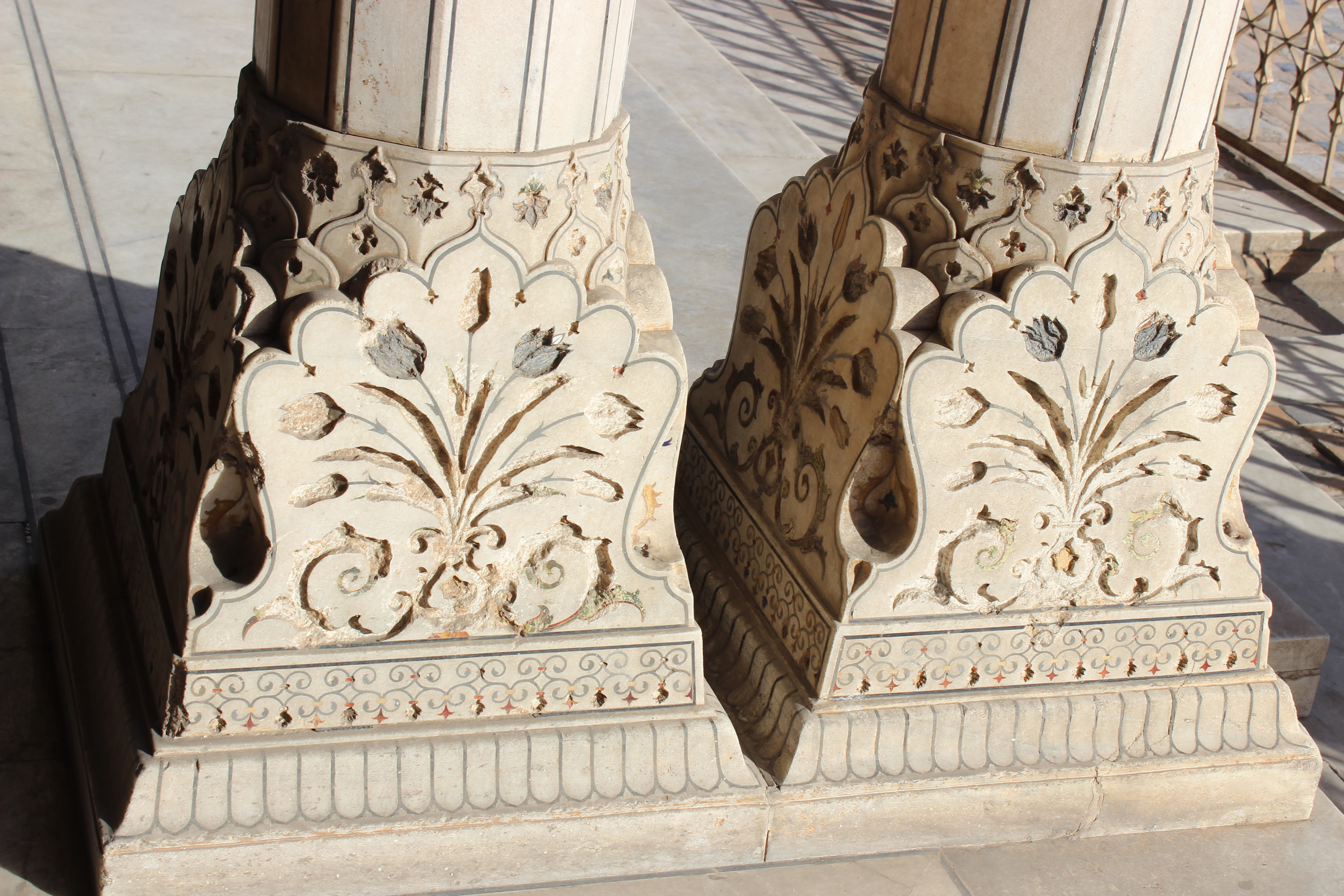
تزئینات گیاهی ستونها
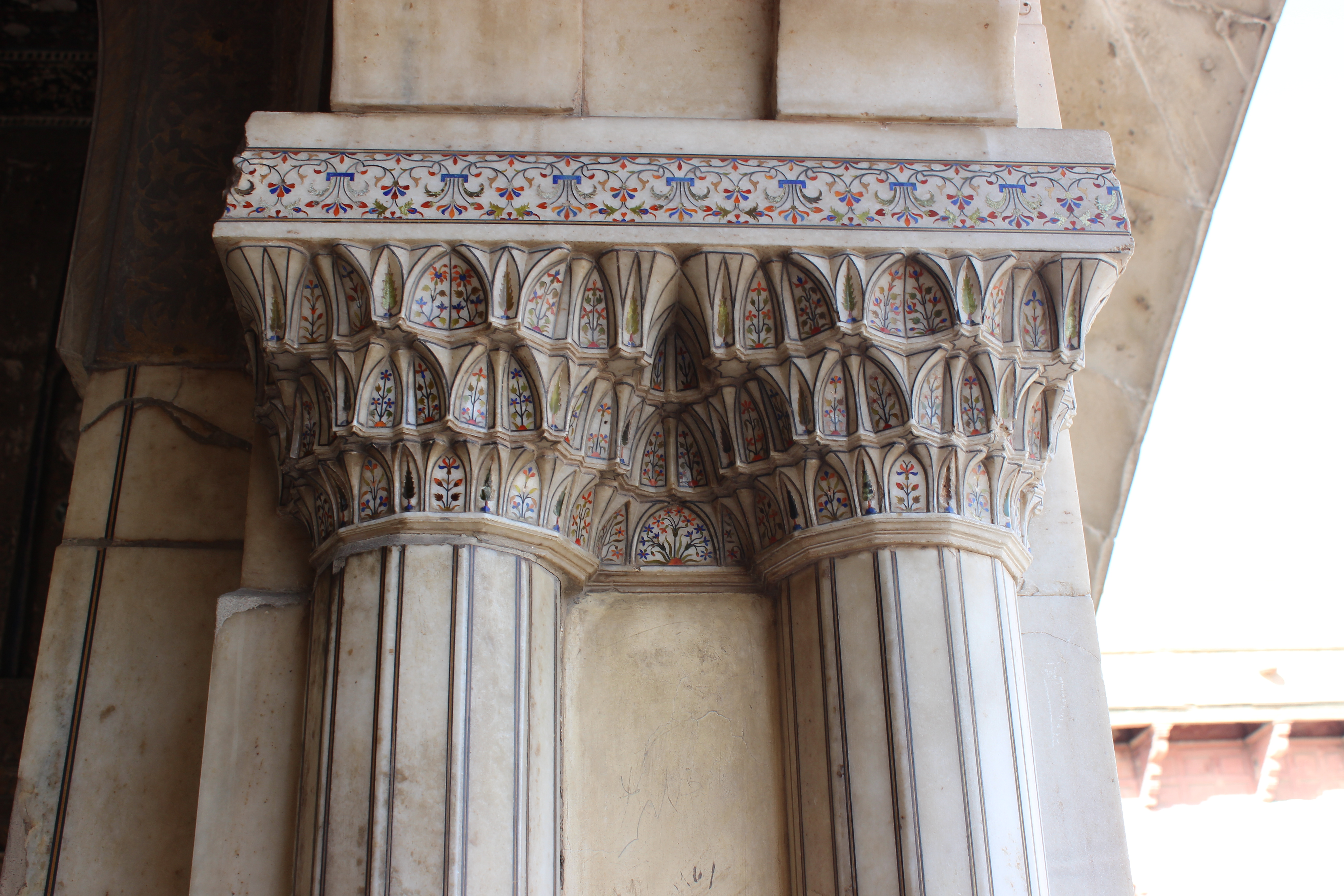
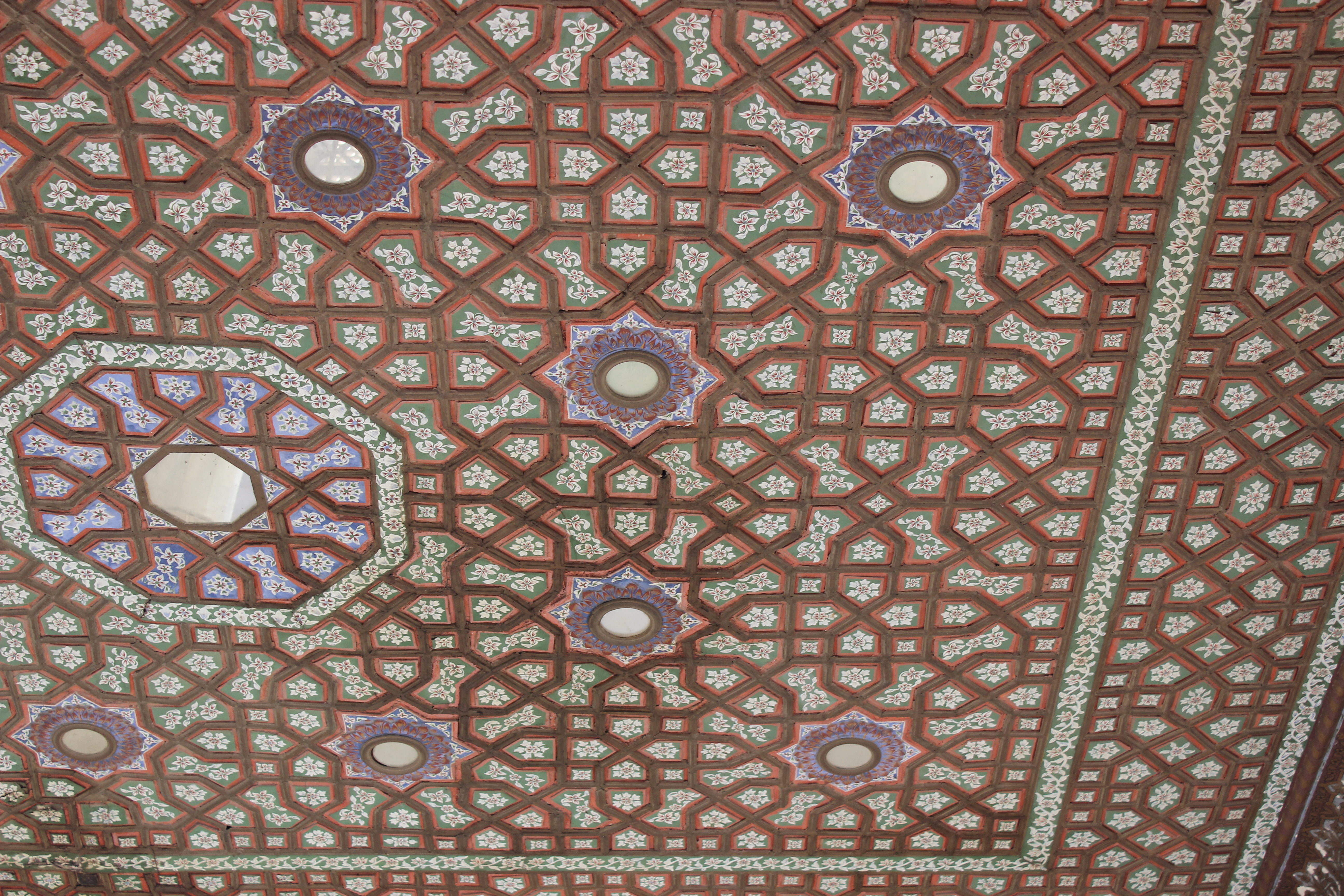
سقف شیش محل
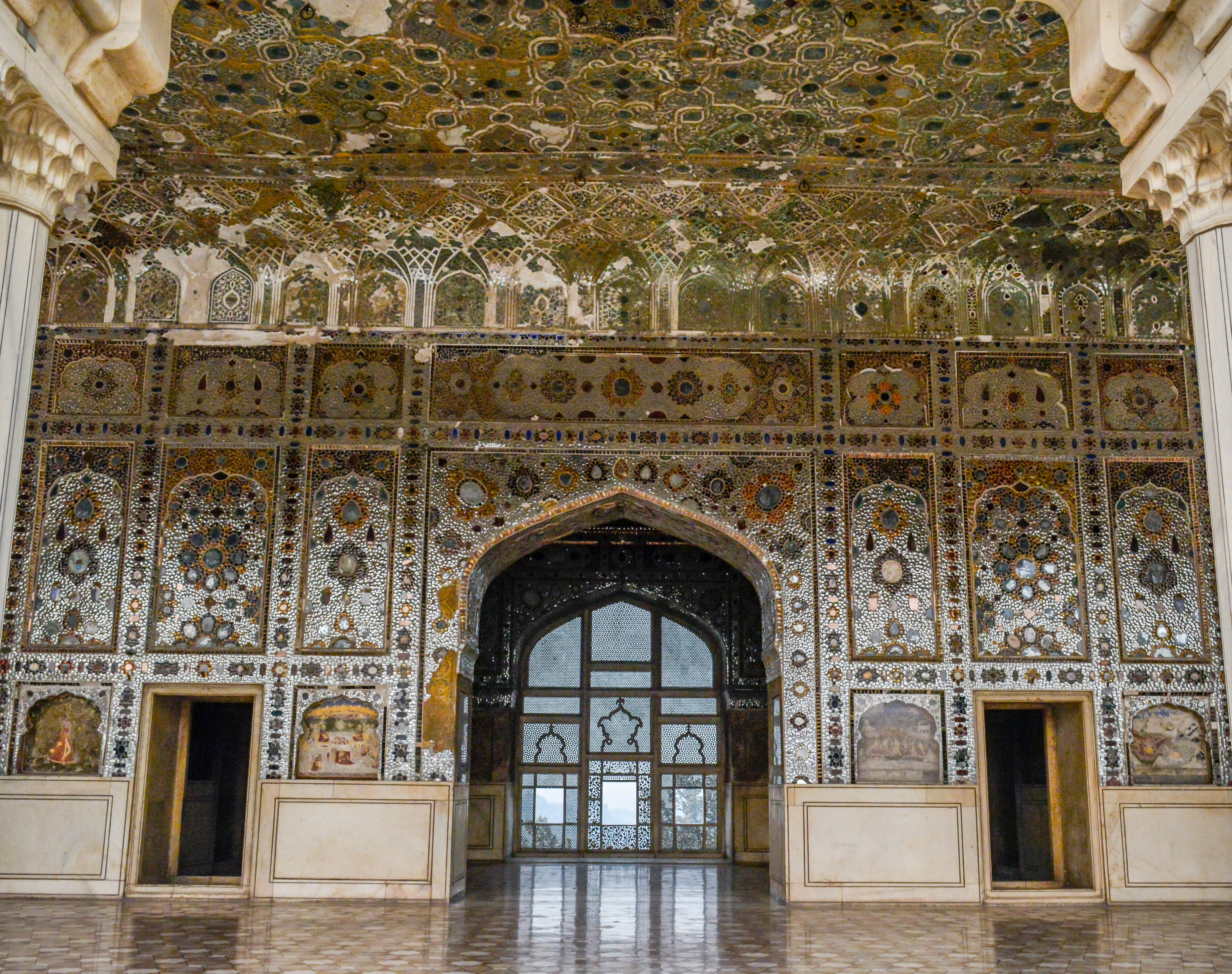
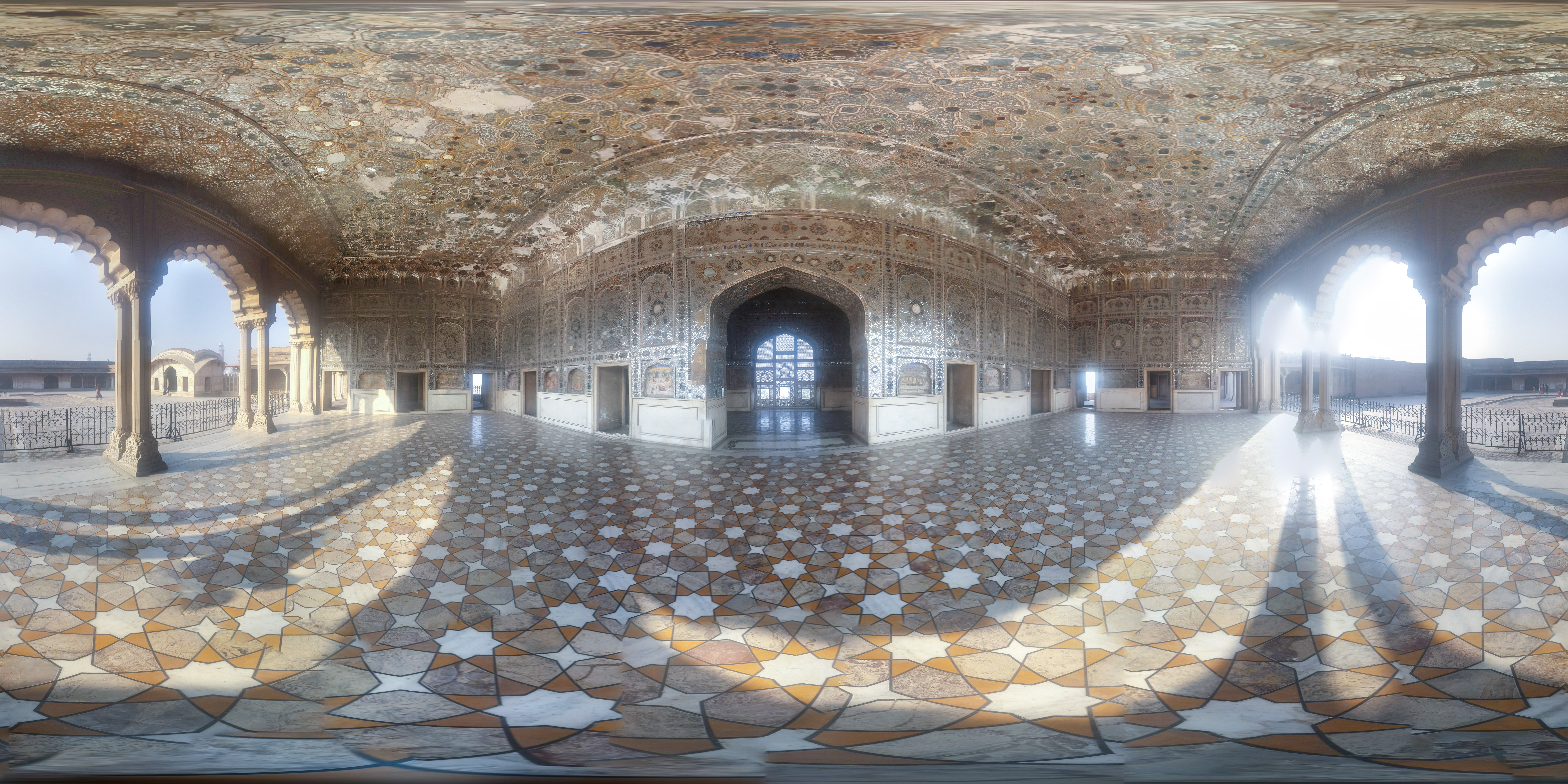
سراسرنما از فضای داخلی
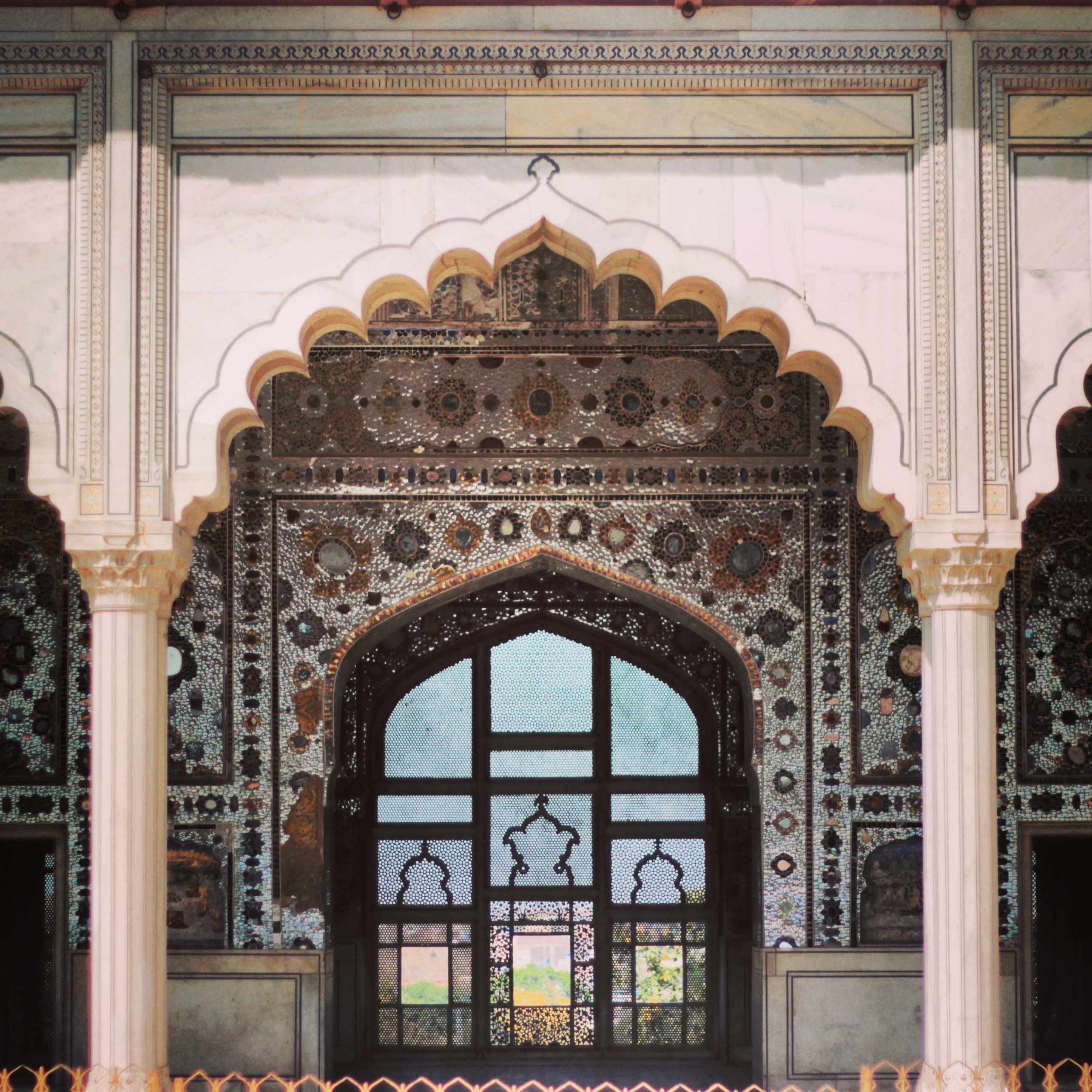
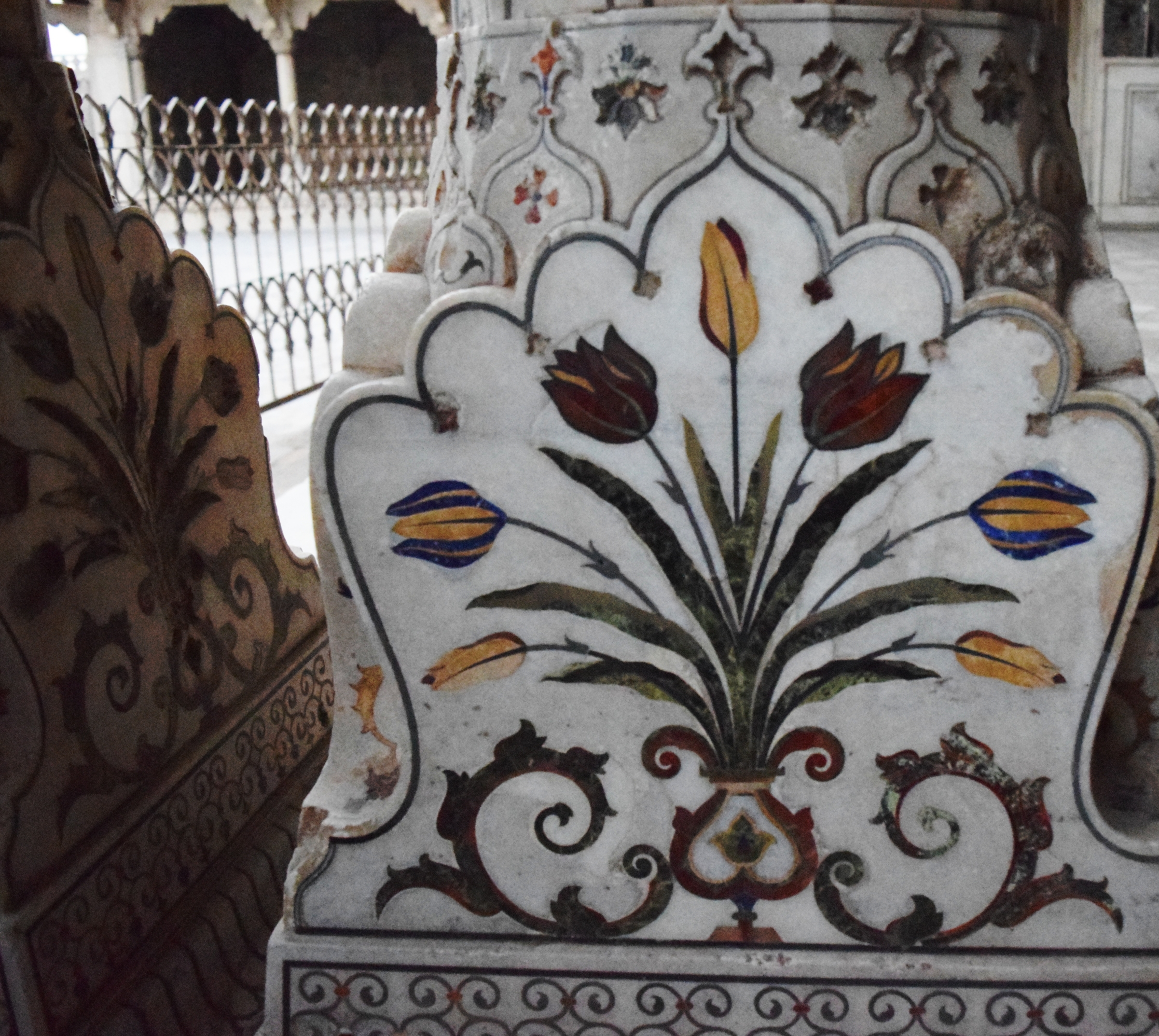
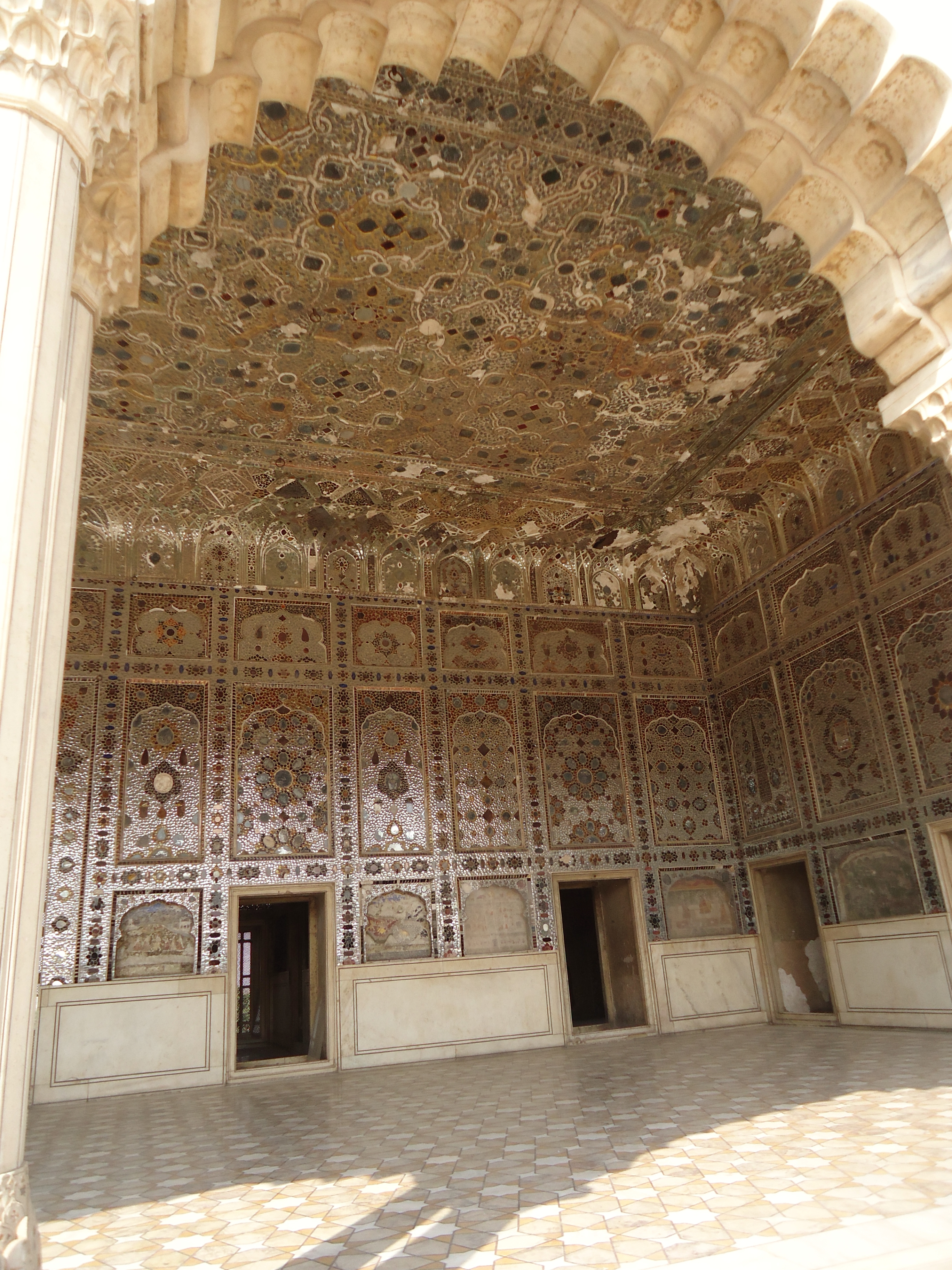
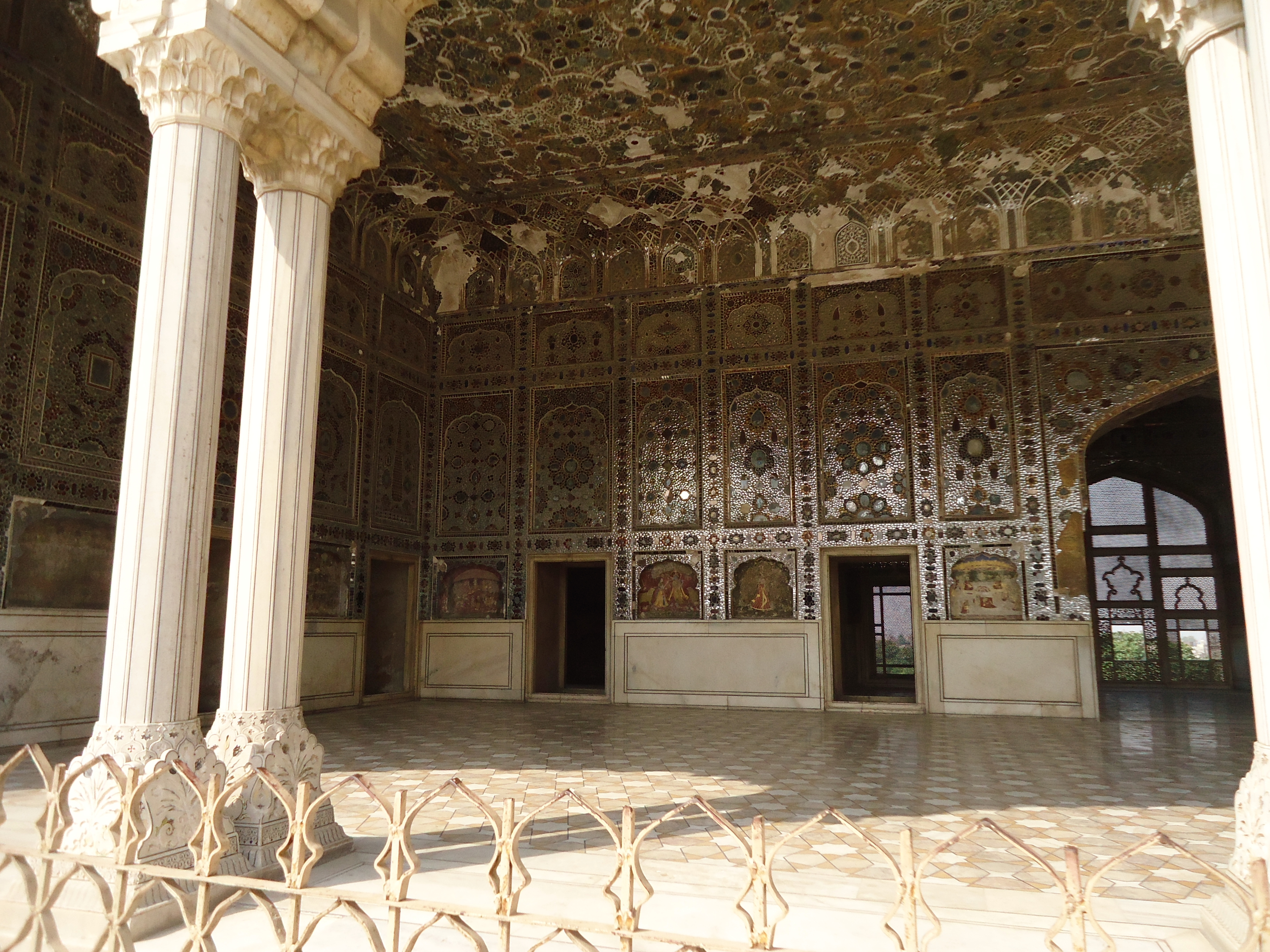

## یادداشت
1. ↑  Khan, Shehar Bano (2004) Wither heritage? بایگانی‌شده  در ۲۰۰۸-۱۰-۱۰ توسط Wayback Machine Dawn. 11 July. Retrieved 22 April 2008
2. ↑  Haider (1978)
3. ↑  Shish Mahal, Lahore بایگانی‌شده  در ۴ دسامبر ۲۰۱۲ توسط Wayback Machine. British Library. Asia, Pacific and Africa Collections. Retrieved 21 April 2008